# Hallingeberg
Hallingeberg är en kyrkby i Hallingebergs socken i Västerviks kommun, väster om Gamleby. 
Författaren och konstnären Thomas Funck (1919-2010) var under senare år bosatt i Hallingeberg.